# Тонкочеревець жовтий
Тонкочеревець жовтий, бабка жовта (Sympetrum flaveolum) — вид бабок родини справжніх бабок (Libellulidae).

## Поширення
Вид поширений в Європі, на Близькому Сході, в Північній Азії на схід до Північного Китаю. Присутній у фауні України. Трапляється біля стоячих водойм.

## Опис

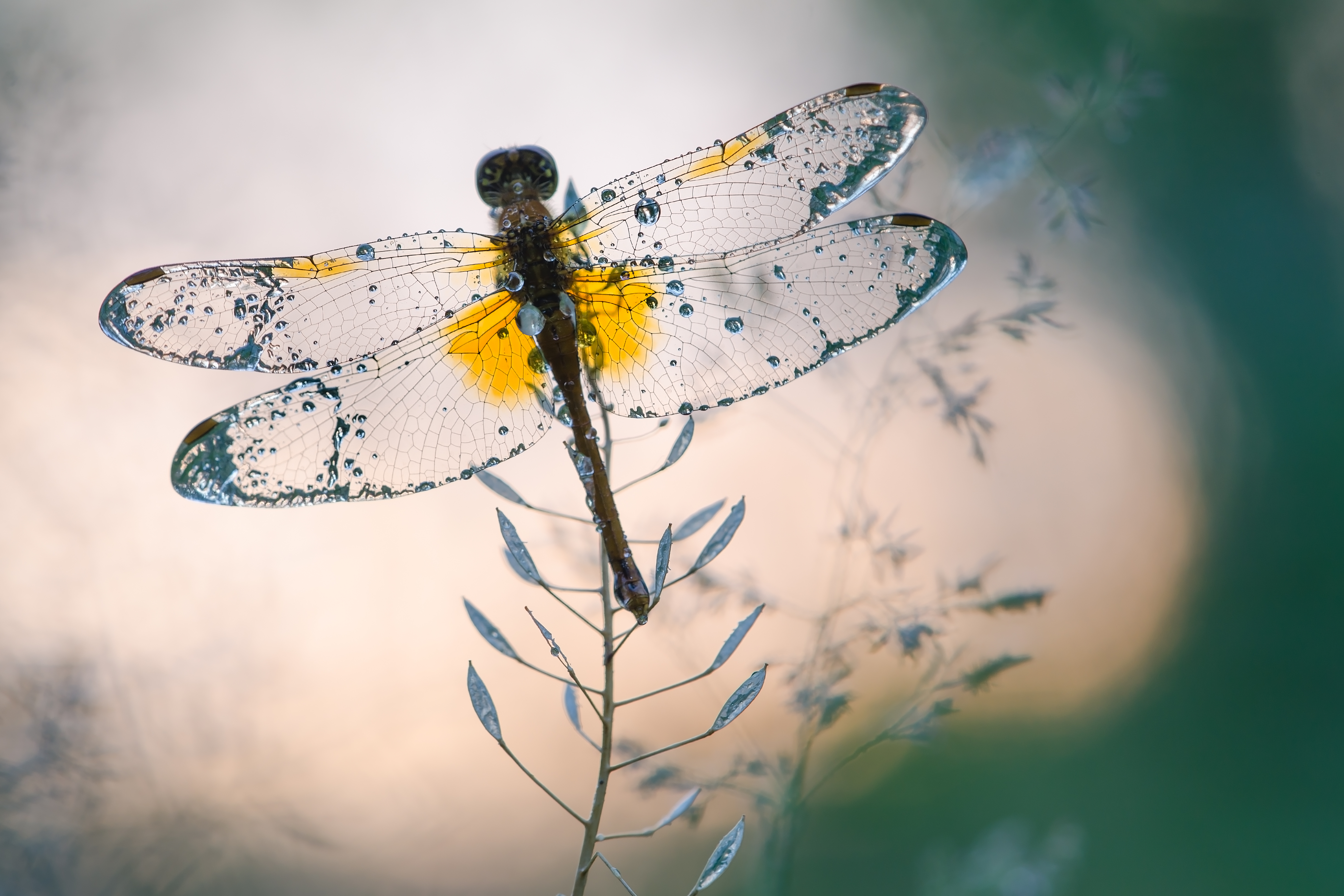
Бабка жовта в парку Пуща-Водиця (червень 2018)

Тіло завдовжки 33-35 мм, черевце 22-26 мм, заднє крило 25-29 мм. Основа задніх крил з великою жовтою або бурштиновою плямою (іноді у самиць ця пляма відсутня або зменшена в розмірах). Ноги жовтувато-коричневого кольору. У самців груди червоно-бурого або оранжево-червоного кольору, боки з чорними смужками на швах. Черевце темно-червоного кольору. Нижня поверхня черевця чорна. Очі коричнево-червоні, а знизу сірого кольору. У самиць груди жовто-бурі, боки з чорними смужками на швах. Черевце жовто-бурого кольору. Уздовж боків черевця йде безперервна чорна смужка, захоплююча собою бічні краю тергітів. Очі коричневі, знизу — сірого кольору.